# Puy de Sarran
Le puy de Sarran est un sommet du Massif central en France. À une altitude de 819 mètres, il se trouve en région Nouvelle-Aquitaine, dans le département de la Corrèze, dans le massif des Monédières.

## Géographie
Au nord de la commune de Sarran et au sud de l'étang de Stizaleix, dans le massif des Monédières, le sommet est doté d'une table d'orientation et d'un triple calvaire.
Depuis la route départementale 135 entre Sarran et Saint-Yrieix-le-Déjalat, on y accède par une voirie communale.

## Activités

### Randonnée
Différents circuits de randonnée pédestre sont possibles.